# Adoção
Adoção (AO 1945: adopção), no Direito Civil, é o ato jurídico no qual um indivíduo é permanentemente assumido como filho por uma pessoa ou por um casal que não são os pais biológicos do adotado. Quando isto acontece, as responsabilidades e os direitos (como o pátrio poder) dos pais biológicos em relação ao adotado são transferidos integral ou parcialmente para os adotantes.

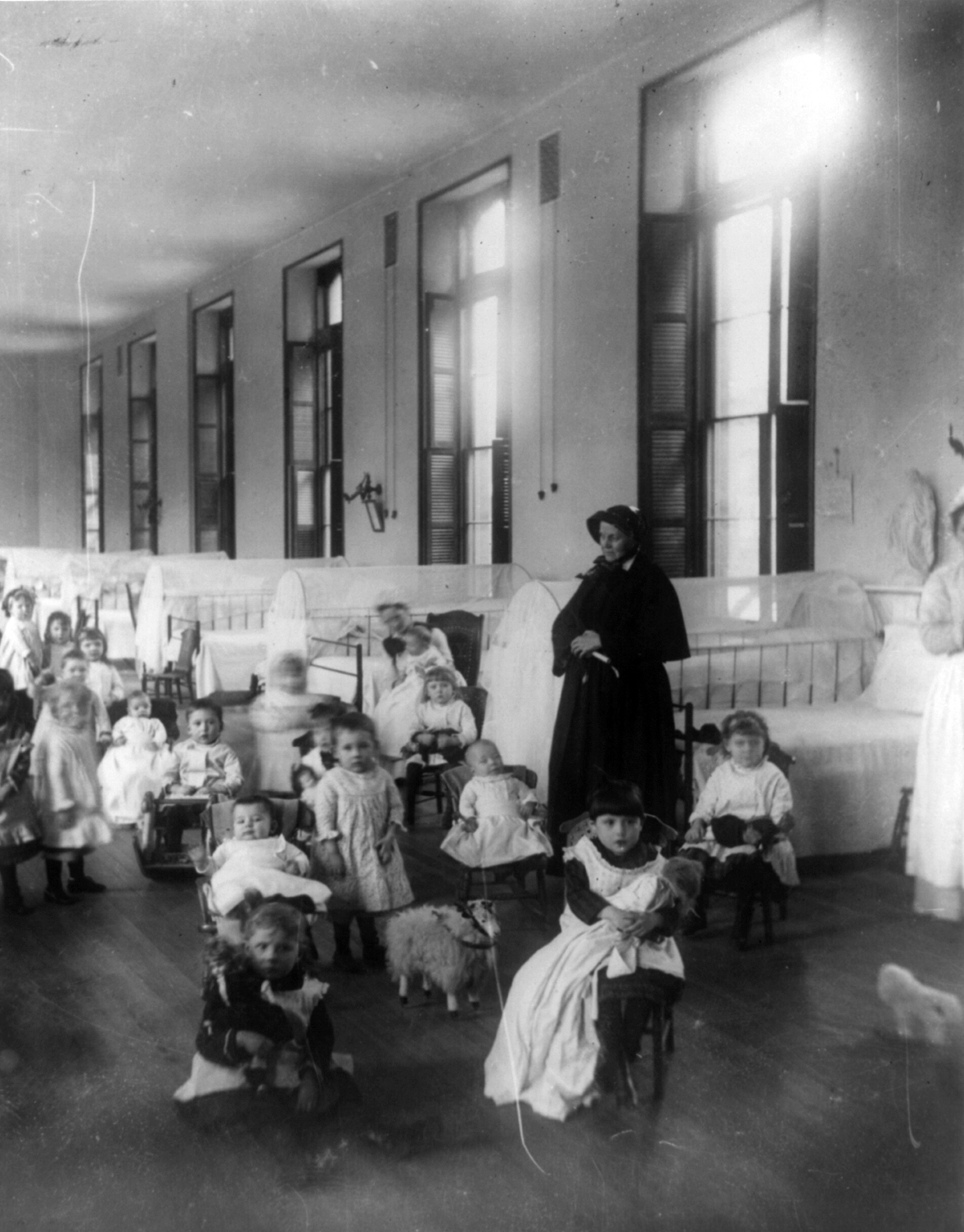
Irmã Irene no Hospital para Crianças Abandonadas de Nova York (1888). Irene está entre as pioneiras da adoção moderna, que estabelece um sistema para integrar as crianças ao invés de institucionalizá-las.

Psicologicamente, é o processo de atribuir o lugar de filho a uma criança/adolescente que não descende da mesma história que o casal, é a possibilidade de integrar à dinâmica familiar uma pessoa que é proveniente de uma outra história de vida. É necessário muito investimento afetivo e grande capacidade de acolhimento.
Na grande maioria dos países, o filho adotado possui os mesmos direitos de um filho biológico. No Brasil não há possibilidade de adoção restrita: uma vez que a criança ou adolescente foi adotado, ela tem os mesmos direitos que um filho biológico.

## Nomenclatura
Algum vocabulário relativo à adoção:
- Poder paternal (Brasil: pátrio poder ou "poder familiar", de acordo com o atual Código Civil - Lei nº 10.406/2002) é o poder de decisão e obrigação de guarda, sustento e educação sobre a vida de uma criança (até 12 anos incompletos) ou de um adolescente (de 12 anos a 18 anos).

O ECA (Estatuto da Criança e do Adolescente) prevê alguns deveres para os pais (adotivos ou biológicos) em seu artigo 21, quais sejam: sustento, guarda e educação dos filhos.
- Adotado ou  adotando é o indivíduo que está passível de ser adotado, ou em processo de adoção.
- Adotante é o casal ou indivíduo que pretende adotar.

## Motivações

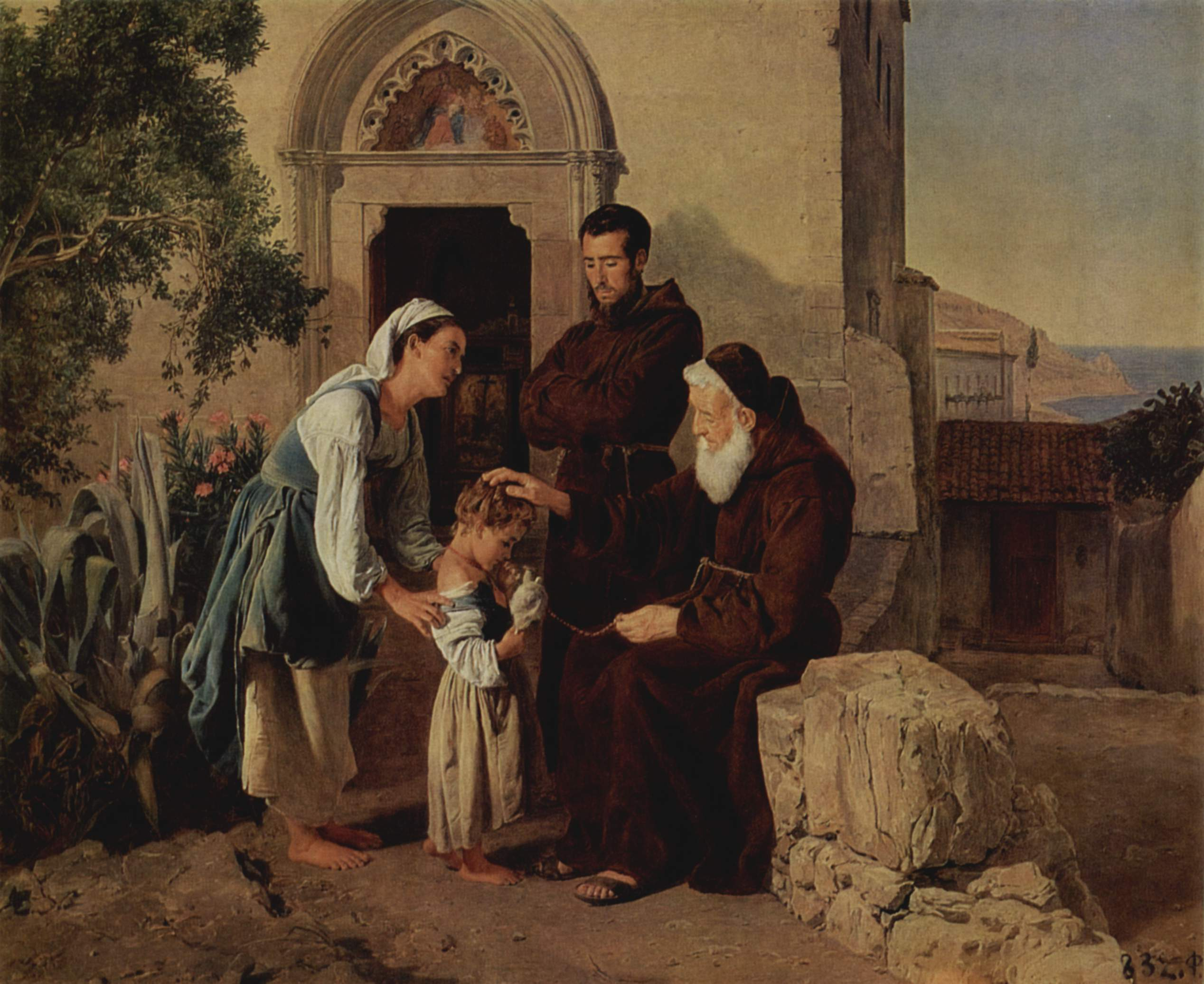
No portão do monestério (Am Klostertor), por Ferdinand Georg Waldmüller

As pessoas adotam uma criança ou jovem por numerosos motivos:
- Impossibilidade de ter filhos biológicos
- Cimentar os laços com o cônjuge, no caso de adoção de filhos da esposa ou marido com um cônjuge anterior
- Auxiliar uma ou mais crianças em dificuldades
- Fomentar a integração racial, no caso de adoção inter-racial
- Satisfação do desejo de ser pai/mãe
- morte de um filho
- solidão
- companhia para filho único
- possibilidade de escolha do sexo

Durante a avaliação psicológica e social à que o casal é submetido, estes aspectos são profundamente analisados, a fim de observar se o casal possui condições de adotar naquele momento.

## Formas de adoção

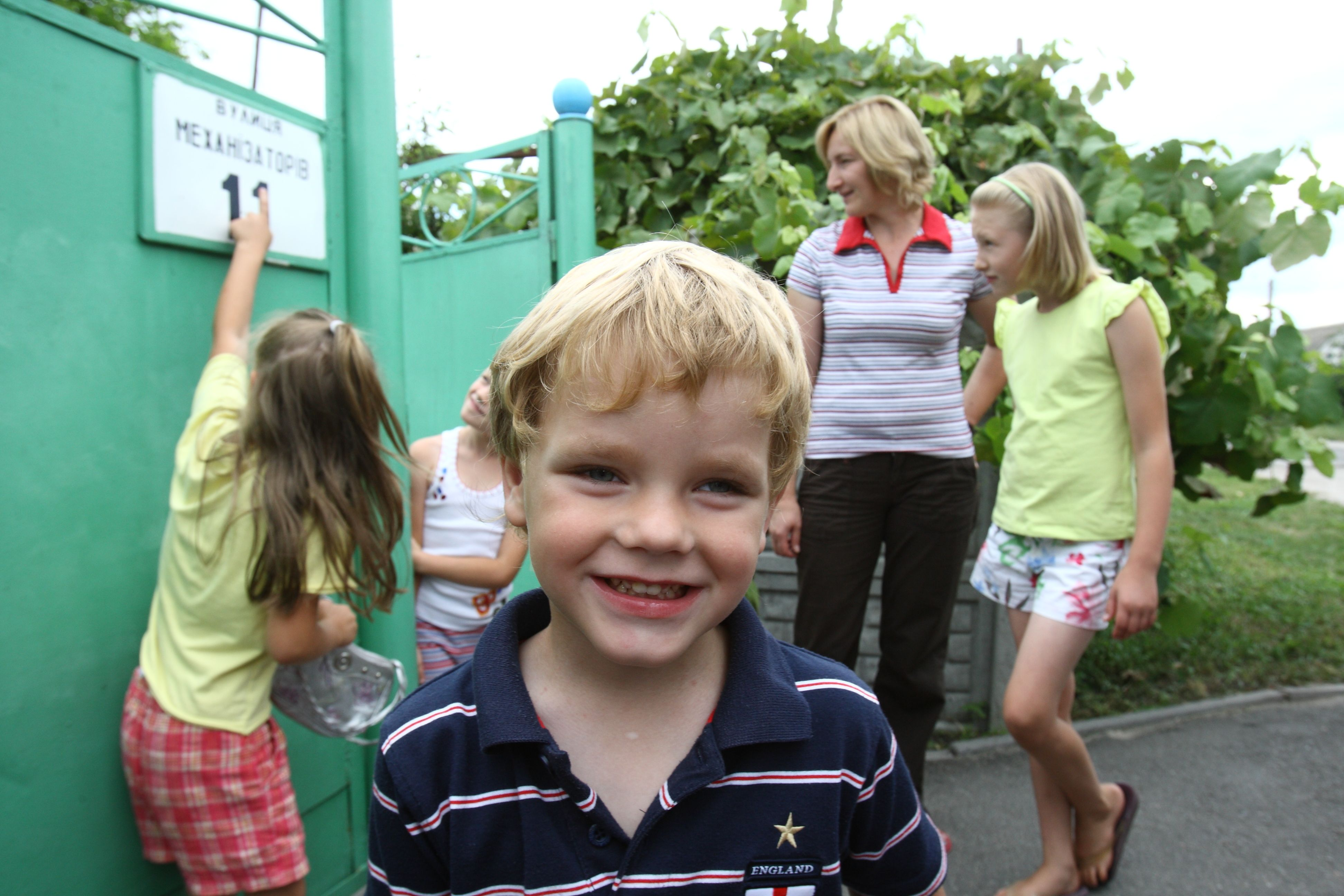
Crianças ucranianas que fazem parte de um programa de adoção

Entre as práticas de adoção contemporâneas estão a adoção aberta e fechada.
A adoção aberta permite a identificação de informações e a comunicação entre os pais adotivos e biológicos e, talvez, a interação com a pessoa adotada. Este tipo de adoção pode ser um arranjo informal sujeito a rescisão por parte dos pais adotivos, que têm autoridade exclusiva sobre a criança. Em algumas jurisdições, os pais biológicos e adotivos podem celebrar um acordo juridicamente vinculativo e obrigatório relativo a visitação, troca de informações, ou outra interação em relação à criança.. Até fevereiro de 2009, 24 estados dos Estados Unidos permitiam acordos juridicamente vinculativos de adoção aberta para ser incluído na finalização do processo de adoção.
A prática da adoção fechada, confidencial ou secreta (que não tem sido a norma para a maioria da história moderna, veda todas as informações de identificação e evita a divulgação das identidades dos pais adotivos e biológicos. No entanto, este tipo de adoção pode permitir a transmissão de outros tipos de informações, tais como histórico médico e formação religiosa e étnica.

### Adoção homoparental

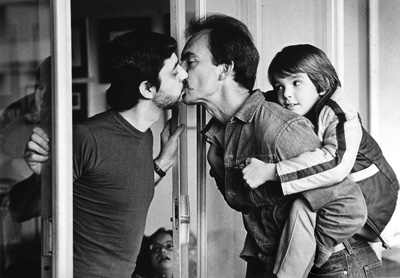
Pais e seu filho, por J. Ross Baughman, Life Magazine

A adoção homoparental é legal, em 2023, em 35 países: África do Sul, Andorra, Argentina, Áustria, Alemanha, Bélgica, Brasil, Canadá, Colômbia, Dinamarca, Espanha, Estados Unidos, França, Holanda, Irlanda, Islândia, Israel, Luxemburgo, Malta, Noruega, Nova Zelândia, Portugal, Reino Unido, Suécia e Uruguai. A adoção homoparental é, contudo, proibida pela maioria dos países, embora muitos debates nas diversas jurisdições ocorram para o permitir. Como o assunto muitas vezes não é especificado por lei (ou julgado inconstitucional), a legalização, muitas vezes é feita através de pareceres judiciais.
Desenvolveu-se um consenso entre as comunidades de bem-estar médico, psicológico e social de que as crianças criadas em núcleos homoparentais provavelmente serão tão bem ajustadas como aquelas criadas por pais heterossexuais. A pesquisa de apoio a esta conclusão é aceita além do forte debate no campo da psicologia do desenvolvimento.

## Países lusófonos

### Brasil
No Brasil, a adoção é regida pelo Código Civil, pelo Estatuto da Criança e do Adolescente. Os pedidos de adoção são realizados perante vara dos Juizados da Infância e Juventude. São seus requisitos:
- O adotante deve ser uma pessoa maior de dezoito anos, independentemente do estado civil, ou casal, ligado por matrimônio ou união estável.
- Além disso, a diferença de idade entre o adotante e o adotado deve ser de, no mínimo, dezesseis anos.
- Deve haver intervenção do juiz, em processo judicial, com participação do Ministério Público.
- Irmãos deverão ser colocados em uma mesma família, evitando assim o desmembramento do grupo.[12]

A adoção é irrevogável, mesmo que os adotantes venham a ter filhos, aos quais o adotado está equiparado, tendo os mesmos deveres e direitos, proibindo-se qualquer discriminação.
A adoção só se extingue em hipóteses especiais, por deserdação, indignidade, pelo reconhecimento de paternidade do pai biológico e pela morte do adotante ou do adotado.
Existem vários casos de adopção por casais do mesmo sexo no Brasil mas apenas após recurso aos tribunais.
As crianças disponibilizadas para adoção, geralmente em Abrigos, devem primeiramente ser destituídas de suas famílias biológicas (destituição do Pátrio Poder) por meio de um processo legal levado a cabo pelo Juizado, publicado em Diário Oficial, para então, serem adotadas pela família pretendente (outro processo legal). A família pretendente passa por uma análise de assistentes sociais, psicólogos, Promotoria Pública, e recebe finalmente a guarda provisória do adotando. Após o final do processo de adoção, os pais adotivos são autorizados a substituir a certidão de nascimento original pela nova certidão de nascimento, em tudo igual à anterior, mudando-se somente os nomes dos pais, avós, e eventualmente o nome da criança. Data, local de nascimento são mantidos. Não pode haver referência ao processo de adoção na certidão de nascimento, somente no Livro de Registros ou certidões de inteiro teor.

#### Adoção internacional
Famílias estrangeiras, isso inclui tanto brasileiros morando no exterior quanto pessoas de outra nacionalidade que habitem no exterior, que queiram adotar uma criança ou adolescente no Brasil devem cumprir três requisitos:
- Quando a colocação em família substituta é a única solução para o caso da criança ou adolescente.
- Quando não houve opção de uma família residente no Brasil adotar a criança ou adolescente.
- Quando o adotando tiver idade suficiente para se manifestar, ele deve ser consultado para se ter certeza que ele quer ir com aquela família para outro país.

Guarda e tutela são proibidos aos estrangeiros.
Organismos credenciados podem intermediar a adoção internacional, desde que a legislação do país de acolhida permita isso.
O adotando só pode sair do Brasil depois que houver o trânsito em julgado da sentença que concedeu a adoção internacional.

#### Adoção de maiores de 18 anos
A adoção de pessoas com idade igual ou superior a dezoito anos é instituto de direito civil amparado pelo art. 1.619 do Código Civil de 2002. De acordo com o que preceitua este dispositivo legal, “a adoção de maiores de 18 anos dependerá da assistência efetiva do poder público e de sentença constitutiva, aplicando-se, no que couber, as regras gerais da Lei n. 8.069, de 13 de julho de 1990  – Estatuto da Criança e do Adolescente”.
Segundo o entendimento do Superior Tribunal de Justiça (STJ), na adoção de maior de 18 anos é indispensável o processo judicial, não sendo possível realizar o ato por meio de escritura pública. Nesse sentido, o tribunal reafirma, através da pacificação da jurisprudência, as mudanças observadas em relação ao regime anterior à vigência do novo Código Civil. “Antes, era possível a realização conforme a vontade das partes, através de escritura pública. Hoje, com a importância dada os direitos e deveres que a adoção traz não só para adotantes e adotados, mas também para terceiros, é necessário o controle jurisdicional e o preenchimento dos requisitos verificados no processo judicial próprio”, nas palavras do Ministro Luís Felipe Salomão.
Também conforme decisão do STJ, a adoção de maior de 18 anos não depende do aval dos pais biológicos.
No Direito Romano, o Codex Justinianus, ao tratar desse instituto, determinava que a adoção deveria respeitar uma diferença mínima de 18 anos de idade entre pais e filhos adotivos, sendo vedada a adoção de pessoa mais velha por pessoa mais jovem.
Em 2012, uma Comissão Parlamentar de Inquérito da Câmara dos Deputados que investigava o tráfico internacional de pessoas passou a monitorar as investigações sobre casos de adoção de brasileiros adultos por pais europeus, a facilitação um número significativo de processos dessa ordem revelou a prática, apontada como subterfúgio para legalizar a situação de brasileiros que se encontram em permanência ilegal na Europa.

#### Adoção homoparental
No Brasil, a adoção de crianças por casais homossexuais é constitucional, conforme decisão de 2015 do Supremo Tribunal Federal. Na decisão, a ministra Cármen Lúcia enfatizou que o conceito de família deve ser aplicado a uniões entre pessoas do mesmo sexo e que "O conceito contrário implicaria forçar o nosso Magno Texto a incorrer, ele mesmo, em discurso indisfarçavelmente preconceituoso ou homofóbico". Em 2011, por unanimidade, o STF reconheceu o instituto da união estável para parceiros do mesmo sexo e, na ocasião, o ministro Ayres Britto decidiu que “(...) a Constituição Federal não faz a menor diferenciação entre a família formalmente constituída e aquela existente ao rés dos fatos. Como também não distingue entre a família que se forma por sujeitos heteroafetivos e a que se constitui por pessoas de inclinação homoafetiva".
Em 2013, a resolução nº 175 do Conselho Nacional de Justiça (CNJ) proibiu que os cartórios brasileiros recusassem a casais homossexuais a conversão de união estável em casamento, o que tornou legal o casamento entre pessoas do mesmo sexo no Brasil. 
Anteriormente a decisões judiciais e administrativas que consolidaram seus direitos, a adoção por casais homoafetivos era dificultada no Brasil.

### Portugal
Há duas modalidades de adoção em Portugal:
- Adoção plena: o adotando torna-se filho dos adotantes, tal como se fosse seu filho biológico.
- Adopção restrita: o adotando retém direitos de filho da sua família biológica. O poder paternal passa para a família de adoção, mas a herança, obrigação de prestação de cuidados aos pais e registo de nascimento (entre outros) permanece em ligação aos pais biológicos. É igualmente proibido mudar o nome da criança por completo.

Em 2003, o tempo de avaliação dos adotantes foi reduzido para um máximo de seis meses.
Em 2004, a lista de espera para adoção era estimada em mais de três mil adotantes. Nessa altura, surgiam em média quatro ou cinco novas candidaturas para adoção por dia.
O adotante tem direito a 100 dias de licença paga, contra 120 dias para o nascimento de um filho biológico.
Em novembro de 2015, a Assembleia da República aprovou a possibilidade de adoção por casais do mesmo sexo.
Até 2023, a lei portuguesa só contemplava a adoção de crianças entre os 15 e os 18 anos nos casos em que são “filhos do cônjuge do adotante ou tenham sido confiados aos adotantes antes dos 15 anos” e não são financeiramente independentes. A limitação dos 15 anos podia levar a casos de separação de irmãos, se no momento da adoção um tivesse 15 anos e o outro 16, por exemplo.
Em Julho de 2023, o parlamento aprovou por unanimidade o alargamento da idade de adoção até aos 18 anos.